# (3719) Karamzin
(3719) Karamzin – planetoida z pasa głównego asteroid okrążająca Słońce w ciągu 3 lat i 267 dni w średniej odległości 2,4 j.a. Została odkryta 16 grudnia 1976 roku w Krymskim Obserwatorium Astrofizycznym w Nauczny na Krymie przez Ludmiłę Czernych. Nazwa planetoidy pochodzi od Nikołaja Karamzina (1766–1826), rosyjskiego pisarza. Przed jej nadaniem planetoida nosiła oznaczenie tymczasowe (3719) 1976 YO1.